# Primera División de Uruguay 1903
Uruguay Association Foot-ball League 1903 var den fjärde säsongen av Uruguays högstaliga i fotboll. Nacional lyckades försvara sin titel som seriesegrare från föregående års mästerskap. Ligan spelades som ett seriespel där samtliga sju lag mötte varandra vid två tillfällen. Totalt spelades 39 matcher inklusive en avgörande match om seriesegrare då Nacional och CURCC slutade på lika många poäng i poängtabellen. Juan Pena (CURCC) vann skytteligan med 16 gjorda mål.

## Deltagande lag
Sju lag deltog i mästerskapet, samtliga lag från Montevideo.
| Klubb                | Arena (kapacitet)           |
| -------------------- | --------------------------- |
| Albion               | Paso Molino                 |
| CURCC                | Villa Peñarol               |
| Deutscher            | Estadio Gran Parque Central |
| Montevideo Wanderers | Camino Millán               |
| Nacional             | Estadio Gran Parque Central |
| Triunfo              | El Prado                    |
| Uruguay Athletic     | Punta Carretas              |

## Poängtabell
Notera att en av matcherna mellan Triunfo och Montevideo Wanderers aldrig spelades. 
| Nr | Lag ( )              | S  | V  | O | F | GM | IM | MS  | P  |
| -- | -------------------- | -- | -- | - | - | -- | -- | --- | -- |
| 1  | Nacional             | 12 | 10 | 2 | 0 | 24 | 1  | +23 | 22 |
| 2  | CURCC                | 12 | 10 | 2 | 0 | 52 | 3  | +49 | 22 |
| 3  | Deutscher            | 12 | 4  | 2 | 6 | 18 | 17 | +1  | 10 |
| 4  | Montevideo Wanderers | 11 | 4  | 1 | 6 | 20 | 24 | −4  | 9  |
| 5  | Albion               | 12 | 2  | 3 | 7 | 14 | 37 | −23 | 7  |
| 6  | Triunfo              | 11 | 2  | 3 | 6 | 9  | 33 | −24 | 7  |
| 7  | Uruguay Athletic     | 12 | 2  | 1 | 9 | 6  | 28 | −22 | 5  |

## Final
|  | 28 augusti, 1903 | Paso Molino (Albions hemarena)000 |

| Lagfärger · Lagfärger · Lagfärger · Lagfärger · Lagfärger | Nacional                         | 3 – 2 | CURCC                          | Lagfärger · Lagfärger · Lagfärger · Lagfärger · Lagfärger |
| Lagfärger · Lagfärger · Lagfärger · Lagfärger · Lagfärger | Bolívar Céspedes Carlos Céspedes |       | Aniceto Camacho Eugenio Mañana | Lagfärger · Lagfärger · Lagfärger · Lagfärger · Lagfärger |
|                                                           |                                  |       |                                |                                                           |

| Startelva: |  |                      |  |  |
|            |  |                      |  |  |
| MV         |  | Amílcar Céspedes     |  |  |
| F          |  | Carlos Carve Urioste |  |  |
| F          |  | Ernesto Boutón Reyes |  |  |
| MF         |  | Gaudencio Pigni      |  |  |
| MF         |  | Germán Arímalo       |  |  |
| MF         |  | E. Mongay            |  |  |
| A          |  | Bolívar Céspedes     |  |  |
| A          |  | Carlos Maria Cuadra  |  |  |
| A          |  | Carlos Céspedes      |  |  |
| A          |  | Alejandro Cordero    |  |  |
| A          |  | Eduardo de Castro    |  |  |
|            |  |                      |  |  |
|            |  |                      |  |  |
|            |  |                      |  |  |
|            |  |                      |  |  |
|            |  |                      |  |  |
|            |  |                      |  |  |
|            |  |                      |  |  |
|            |  |                      |  |  |
|            |  |                      |  |  |
|            |  |                      |  |  |
|            |  |                      |  |  |
|            |  |                      |  |  |
|            |  |                      |  |  |
|            |  |                      |  |  |
|            |  |                      |  |  |
|            |  |                      |  |  |

| Startelva: |  |                  |  |  |
|            |  |                  |  |  |
| MV         |  | Juan Villalba    |  |  |
| F          |  | Ceferino Camacho |  |  |
| F          |  | William Davies   |  |  |
| MF         |  | Lorenzo Mazzucco |  |  |
| MF         |  | Jorge Arteaga    |  |  |
| MF         |  | Roberto Matheson |  |  |
| A          |  | Juan Pena        |  |  |
| A          |  | Eugenio Mañana   |  |  |
| A          |  | Aniceto Camacho  |  |  |
| A          |  | Edmundo Acebedo  |  |  |
| A          |  | Felipe Barruffa  |  |  |
|            |  |                  |  |  |
|            |  |                  |  |  |
|            |  |                  |  |  |
|            |  |                  |  |  |
|            |  |                  |  |  |
|            |  |                  |  |  |
|            |  |                  |  |  |
|            |  |                  |  |  |
|            |  |                  |  |  |
|            |  |                  |  |  |
|            |  |                  |  |  |
|            |  |                  |  |  |
|            |  |                  |  |  |
|            |  |                  |  |  |
|            |  |                  |  |  |
|            |  |                  |  |  |

|  | Publik: 6,000 |